# Michel Balard

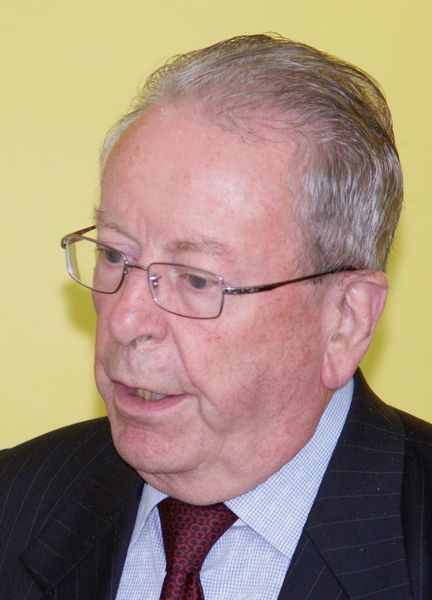
Michel Balard, aufgenommen im September 2012 von Werner Maleczek auf der Reichenau-Tagung „Maritimes Mittelalter. Meere als Kommunikationsräume“ des Konstanzer Arbeitskreises für mittelalterliche Geschichte

Michel Balard (* 30. März 1936 in Sucy-en-Brie) ist ein französischer Historiker mit dem Schwerpunkt auf der mittelalterlichen Geschichte des östlichen Mittelmeers.

## Leben und Wirken
Balard legte sein Baccalauréat 1953 ab. Ab 1955 studierte er an der Sorbonne, wo er 1957 die Licence in Geschichte erwarb und 1958 sein Diplôme d’Études supérieures d’Histoire. Ab 1959 unterrichtete er am Lycée von Melun. Von 1960 bis 1962 leistete er Militärdienst, um danach bis 1965 wieder an seinen vorherigen Dienstort zurückzukehren. 
1965 erlangte er seinen Abschluss an der École pratique des hautes études (EPHE) und forschte von 1965 bis 1968 an der École française de Rome. 1968 bis 1976 war er Assistent an der Sorbonne, dann Maître-assistant an der Universität Paris I. Seine Doktorarbeit mit dem Titel La Romanie génoise (XIIe – début du XVe siècle) reichte er 1976 ein.
Im selben Jahr wurde er als Professor an die Universität Reims berufen. 1991 wechselte er nach Paris und lehrte bis zu seiner Emeritierung an der Universität Paris I.
Als Emeritus ist er heute Direktor der Sammlungen Hachette Supérieur, wobei er vorrangig die Sammlung HU Histoire sowie die Herausgabe mehrerer Bände der Sammlung Carré Histoire leitet. Zudem wurde er Präsident der Société Historique et Archéologique de Sucy-en-Brie und der Fédération des sociétés historiques et archéologiques de Paris.
Sein Forschungsinteresse gilt vor allem den Kreuzzügen und der Kolonisation des östlichen Mittelmeerraums vom 11. bis zum 15. Jahrhundert. Dabei befassten sich seine Untersuchungen vorwiegend mit dem Handel und den politischen und kulturellen Institutionen insbesondere des Heiligen Landes, Zyperns, Syriens und des Byzantinischen Reiches, sowie intensiv mit der Republik Genua und ihrer Rolle bis weit nach Zentralasien hinein. Vor allem im Umkreis Genuas edierte er auch Quellen.

## Publikationen (Auswahl)
- Les Génois en Romanie entre 1204 et 1261. Recherches dans les minutiers notariaux génois, in: Mélanges de l’École française de Rome 78 (1966) 467–502.
- Remarques sur les esclaves à Gênes dans la seconde moitié du XIIIe siècle, in: Mélanges de l’École française de Rome 80 (1968) 627–680.
- Gênes et l’Outre-Mer, Bd. 2: Les actes de Kilia du notaire Antonio di Ponzo, 1360, Paris 1980.
- Bibliographie de l’histoire médiévale en France (1965–1990), Paris 1992.
- Le Moyen Age, in: François Bédarida (Hrsg.): L’histoire et le métier d’historien en France 1945–1995, Paris 1995, S. 235–240.
- Autour de la Première Croisade, Paris 1996.
- Croisades et Orient latin XIe–XIVe siècle, Paris 2001.
- mit Michel Rouche und Jean-Philippe Genet: Le Moyen Âge en Occident, Paris, 5. Aufl. 2011.
- La Méditerranée médiévale. Espaces, itinéraires et comptoirs, Paris 2006.
- Les Latins en Orient XIe–XVe siècle, Paris 2006 (weitere Ausgabe: Paris 2015).